# Winfred (Dakota del Sud)
Winfred è un census-designated place (CDP) e comunità non incorporata degli Stati Uniti d'America, situato nel Dakota del Sud, nella contea di Lake.